# Dzsidzsim

A dzsidzsimszövet texturája

A dzsidzsim vagy dzsedzsim gyapjúból, pamutból vagy nyersselyemből (kedzsi) készített vászonszövéses szőnyegfajta.  A mintázatot nem a rendkívül feszesre húzott, szinte láthatatlan  vetülékfonalak, hanem a változatos szélességű sávokban elrendezett színes láncfonalak adják. Az alaptextura palaszszövés. Mivel a láncfonal többnyire vastagabb mint a vetülék, maga a szövés szinte háromdimenziós hatást kelt.  Neve az azeri szőttesből ered. A Karabag-hegységben, Azerbajdzsánban, örmény falvakban használatos szövéstechnika, de előfordul Anatóliában, illetve a Kaukázusban is.

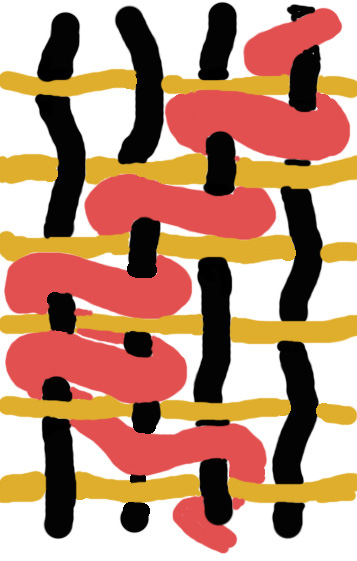
Dzsidzsimszövés, amikor a hímzőszál két láncfonal áthurkolása után fordul